# Флаг муниципального образования «Сосново-Озёрское»
Флаг муниципального образования «Сосново-Озёрское» Еравнинского района Республики Бурятия Российской Федерации — опознавательно-правовой знак, служащий официальным символом муниципального образования.
Ныне действующий флаг утверждён 3 июля 2023 года. Рисунок флага был изменён из-за схожести с символикой запрещённого в РФ Легиона «Свобода России».

## Описание
Прямоугольное полотнище с соотношением сторон 2:3, состоящее из двух горизонтальных полос – верхней белого цвета в 1/4 ширины полотнища и нижней синего цвета в 3/4 ширины полотнища; на полосе синего цвета изображена фигура из герба муниципального образования – летящая к древку чайка белого цвета». Оборотная сторона флага является зеркальным отображением его лицевой стороны. Флаг составлен на основе герба муниципального образования и повторяет его символику.